# 熊寶貝樂團
熊寶貝是一支活躍於台灣的樂團，成立於2000年。目前餅乾（主唱兼貝斯手）、魏駿（吉他手）、大偉（吉他手）、陳翰（鼓手）、翡翠（大提琴手）組成。而在2004年以後才開始在台北市各大表演場地演出。

## 樂團簡介
熊寶貝最早成立於2000年12月，當時由餅乾、魏駿、Foo、滾滾四人所組成（因為四人皆是國立交通大學星聲社的成員之一）。2004年起才開始在台北的Live House活動，為台灣獨立樂團之一。
對於歌迷而言，主唱(兼任貝斯手)餅乾的聲線辨識度高、溫暖而具穿透力，鼓手孟諺強而有力的鼓擊華麗精彩，加上魏駿和Foo的雙吉他編寫精彩，這些都是熊寶貝帶給我們的驚喜。
雖然他們於2004年海洋音樂祭的海洋大獎賽決賽中，沒有抱回最終的大獎（當年得主：蘇打綠），但是他們並不氣餒，不但自己舉辦了「圍城音樂祭」，更發行了小單曲「修補月亮的男人」以及「夜間飛行」，都以極快的速度銷售一空，展現出他們的人氣。
成軍五年半後於2006年發行了首張全創作專輯《03:53》，收錄著5年多來的創作，大受好評。而專輯為什麼要叫作03:53，主唱餅乾說因為他認為這是非常適合在凌晨聆聽的專輯，而此張專輯大致分為兩種風格－「遭受重重困難的熊寶貝們，破繭而出的期待」（如果我可以，如果我可以，我想要隨時隨地都可以看到藍天，就算黑夜）和「年輕、清新搖滾的氣息」（我知道應該要長大，我知道不能不長大，可是我想...），兩種不同的風格讓聽眾感受到經歷各種困難的熊寶貝，利用音符譜出其心境上的變化與成長。
同年，結束專輯巡迴演唱後，熊寶貝為了抓住夏天的尾巴發行首張EP《Everyday is a rockable day》，正如其名地他們希望大家能Rock Everywhere，「對著生命甩頭勇敢前進」。
不僅如此，熊寶貝曾經也到過上海參加三甲港1234海灘音樂節、香港舉辦兩場熊寶貝音樂會、日本關東關西巡迴演出等，而在台灣也是野台、海洋音樂祭、簡單生活節時常獲邀的對象，也常常於The Wall、女巫店、地下社會、河岸留言等舉辦演唱會，不但是把自己的音樂無遠弗屆的散播出去，讓更多的朋友認識熊寶貝，更奠定了其在地下樂團的地位。此外，熊寶貝們還曾經學過快閃族，舉辦了快閃搖滾，讓當天的西門町掀起了小小的混亂，更凸顯出他們求新求變的態度。這種對音樂的堅持與態度，更讓熊寶貝成為公視「創意新世代」拍攝的對象。
然而，在這時候卻面臨了吉他手魏駿、Foo的兵役和缺鼓手的種種困難，但是熊寶貝們卻一直擁有著對音樂的堅持，努力的撐過了危機。2008年時，新鼓手孟諺的加入，加上與獨立廠牌風和日麗的合作和Carol為新單曲製作的11幅圖畫，熊寶貝們發表了繪本概念EP《螢火》，同時也展開了好久不見的巡迴演唱－獵熊計畫，讓歌迷又驚又喜。而此張單曲主要是描繪一個迷亂的世界中我們該如何向前，而歌詞正給了我們答案中－「我因而明白，這人生短暫。如螢火閃閃，徒勞而無憾。」、「我還時常想起從前，我有種錯覺，以為你就在身邊，沒有走遠，沒有走遠…」，表現出在這混亂的世界中，能有個聲音帶給我們希望，甚至指引我們方向。聽起來疏離，但卻充滿溫暖，這正是熊寶貝讓人著迷之處。

## 樂團沿革
- 2000年
  - 12月，樂團成立。
- 2004年
  - 04月，獲邀參加春天吶喊正式演出。
  - 7月17日，入圍海洋音樂祭決賽。
- 2005年
  - 08月，樂團自辦圍城音樂祭。
- 2006年
  - 3月31日，首張專輯《03:53》，獨立發行。
  - 4月8日，國立交通大學校慶，於浩然圖書館前演出[1]。
  - 5月27日，擁抱青春熊寶貝 & ABearSolution Unplugged Tour正式展開[1]。
  - 7月21日，獲邀參加海洋音樂祭，於觀星小舞台表演。
  - 7月30日，獲邀參加野台開唱，於電舞台演出。
  - 8月31日，首張EP《Everyday is a rockable day》，獨立發行。
  - 9月17日，獲邀參加上海三甲港1234海灘音樂節[1]。
  - 10月，鼓手滾滾離團。
  - 11月，鼓手老伯加入。
  - 12月2日，簡單生活節，於綠意舞台演出。

- 2007年

熊寶貝去香港囉!!

  - 3月7日，日本關東關西Live House巡迴演出，共四場[1]。
  - 5月16日，公視「創意新世代」拍攝對象[2]。
  - 5月26日，獲邀參與台大青年理想節[3]。
  - 6月30日，獲邀參與今天應該不會很熱演出[1]。
  - 7月29日，獲邀參與野台開唱，於風舞台演出。
  - 8月3日，獲邀參與粉樂町演出[1]。
  - 8月14日，合輯《卡夫卡不插電 vol.01》發行。
  - 10月10日，獲邀參與屋頂音樂節[4]。
  - 10月27日，獲邀參與大港開唱，於海龍王舞台演出 [5]。
  - 11月，鼓手老伯離團。
  - 12月，鼓手孟諺加入。
  - 12月8日，獲邀參與台灣大霹靂音樂節[6]。
  - 12月29日，獲邀參與"NEW/OLD" The Wall 2007跨年演唱會演出[1]。
- 2008年
  - 5月31日，第二張EP《螢火》繪本概念單曲，風和日麗發行。
  - 6月12日，熊寶貝在西門町上演了一場快閃搖滾[7]。
  - 7月25日，獲邀參加野台開唱，於風舞台演出[8]。
  - 8月22日，獲邀參與屋頂音樂節[9]。
  - 11月22日，舉辦四場獵熊計畫巡迴演唱會。
  - 12月6日，獲邀參加簡單生活節，於綠意舞台演出[10]。
- 2009年  
  - 1月17日，在香港的蒲窩青少年中心舉辦熊寶貝香港音樂會[11]。
  - 1月18日，在香港的下午三點舉辦熊寶貝香港不插電[11]。
  - 7月4日，獲邀參與小草地3，於原野舞台演出。
  - 10月5日，獲邀參與誠品十年音樂會一件重要的小事。
- 2010年 
  - 1月1日，在上海Mao演出，參與聲演坊主辦的新年音樂會。
  - 1月2日，在北京愚公移山演出，參與聲演坊主辦的新年音樂會。
  - 3月5日，發表第二張專輯《年年》。
- 2012年 
  - 11月13日，發表第三張專輯《Beautiful Chaos》。
- 2018年 
  - 6月30日，在THE WALL 舉辦【 熊團補完計畫 】，在這個計畫結束之後，熊寶貝這個樂團將走入歷史。

## 樂團成員

### 現今的成員
- 餅乾 - 主唱、貝斯手（2000年 - 今）
- 魏駿 - 吉他手（2000年 - 今）
- 大偉 - 吉他手（2012年 - 今）
- 陳翰 - 鼓手（2012年 - 今）
- 翡翠 - 大提琴手（2010年 - 今）

### 已離團成員
- 老伯 - 鼓手（2006年 - 2007年）
- Foo - 吉他手（2000年 - 2009年）
- 孟諺 - 鼓手（2007年 - 2009年）
- 泰元 - 鼓手（2009年 - 2010）
- 滾滾 - 鼓手（2000年 - 2006年，2010 - 2012)

## 音樂作品
音樂專輯
1. 03:53（2006年3月）（喜瑪拉雅唱片發行）
2. 年年（2010年3月）（喜瑪拉雅唱片發行）
3. Beautiful Chaos（2012年11月）（前衛花園唱片發行）

EP
1. Bearbabes不插電現場（2006年）（神奇小巷工作室發行）
  - 已絕版
2. Everyday is a rockable day（2006年8月）（喜瑪拉雅唱片發行）
  - 已絕版
3. 螢火（2008年5月）（風和日麗唱片行發行）
4. 在銀河彼端集合（2010年9月）（屋頂音樂節發行）
  - 僅於2010屋頂音樂節表演當天發送
5. 一個人的天光（2011年11月）（發行）

1. 卡夫卡不插電 vol.01（2007年9月）（re:public發行）
  - 收錄：I could、和平之城